# Uuden Musiikin Kilpailu (2017)
A  2017-es Uuden Musiikin Kilpailu egy finn zenei verseny, melynek keretén belül a nézők és a szakmai zsűri kiválasztotta, hogy ki képviselje Finnországot a 2017-es Eurovíziós Dalfesztiválon, Kijevben. A 2017-es UMK volt az hatodik finn nemzeti döntő.
Az élő műsorsorozatban tíz dal versenyzett az Eurovíziós Dalfesztiválra való kijutásért. A döntőben a nézők és a nemzetközi, szakmai zsűrik szavazatai alakították ki a végeredményt.

## A résztvevők
A 10 résztvevőt 2016. november 23-án ismertették.
| Előadó                                    | Dal                     | Szerzők                                                                                      |
| ----------------------------------------- | ----------------------- | -------------------------------------------------------------------------------------------- |
| Alva                                      | "Arrows"                | Arto Ruotsala, Milos Rosas, Aatu Mällinen                                                    |
| Anni Saikku                               | "Reach Out for the Sun" | Mia Kemppainen, Perttu Kurttila                                                              |
| Club La Persé                             | "My Little World"       | Princess Julia, Luke Howard, Jaakko Salovaara                                                |
| Emma                                      | "Circle of Light"       | Jonas Olsson, Heidi Maria Paalanen, Aku Rannila, Saara Törmä                                 |
| Günther & D'Sanz                          | "Love Yourself"         | Mats Söderlund, Amir Aly, Tomas Cederholm, Robin Abrahamsson, Niklas Nylund                  |
| Knucklebone Oscar & The Shangri-La Rubies | "Caveman"               | Baldauf, Martimo, Salomaa, Kumpulainen, Vettenranta, Bachér, Schönberg                       |
| Lauri Yrjölä                              | "Helppo elämä"          | Lauri Yrjölä                                                                                 |
| My First Band                             | "Paradise"              | Antti Koivula, Heikki Puhakainen, Heikki Kytölä, Juho Vehmanen, Mikko Virta, Jurek Reunamäki |
| Norma John                                | "Blackbird"             | Lasse Piirainen, Leena Tirronen                                                              |
| Zühlke                                    | "Perfect Villain"       | Nalle Ahlstedt, Christian Ingebrigtsen, Silje Nymoen                                         |

### Döntő
A döntőt január 28-án rendezte a YLE tíz előadó részvételével Espooban, a  Espoo Metro Areena-ban. A végeredményt a nézők és a szakmai zsűrik szavazatai alakították ki. Első körben a zsűrik szavaztak, ehhez adódott hozzá a közönségszavazás pontjai , és így derült ki, hogy ki nyeri a versenyt.
| #  | Előadó                                    | Dal                     | Zsűri | Nézők | Összesen | Eredmény |
| -- | ----------------------------------------- | ----------------------- | ----- | ----- | -------- | -------- |
| 1  | Emma                                      | "Circle of Light"       | 53    | 53    | 106      | 3.       |
| 2  | Alva                                      | "Arrows"                | 15    | 48    | 63       | 6.       |
| 3  | Günther & D’Sanz                          | "Love Yourself”"        | 37    | 45    | 82       | 5.       |
| 4  | Anni Saikku                               | "Reach Out for The Sun" | 43    | 16    | 59       | 7.       |
| 5  | Knucklebone Oscar & The Shangri-La Rubies | "Caveman"               | 5     | 13    | 18       | 10.      |
| 6  | Norma John                                | "Blackbird"             | 94    | 88    | 182      | 1.       |
| 7  | Lauri Yrjölä                              | "Helppo elämä"          | 43    | 15    | 58       | 8.       |
| 8  | Club La Persé                             | "My Little World"       | 21    | 29    | 50       | 9.       |
| 9  | Zühlke                                    | "Perfect Villain"       | 74    | 71    | 145      | 2.       |
| 10 | My First Band                             | "Paradise"              | 45    | 52    | 97       | 4.       |

| Részletes nemzetközi zsűri szavazat | Részletes nemzetközi zsűri szavazat | Részletes nemzetközi zsűri szavazat | Részletes nemzetközi zsűri szavazat | Részletes nemzetközi zsűri szavazat | Részletes nemzetközi zsűri szavazat | Részletes nemzetközi zsűri szavazat | Részletes nemzetközi zsűri szavazat | Részletes nemzetközi zsűri szavazat | Részletes nemzetközi zsűri szavazat | Részletes nemzetközi zsűri szavazat | Részletes nemzetközi zsűri szavazat | Részletes nemzetközi zsűri szavazat | Részletes nemzetközi zsűri szavazat |
| #                                   | Dal                                 | Észtország                          | Franciaország                       | Izland                              | Izrael                              | Lettország                          | Norvégia                            | Spanyolország                       | Svédország                          | Ukrajna                             | Egyesült Királyság                  | Összesen                            |                                     |
| ----------------------------------- | ----------------------------------- | ----------------------------------- | ----------------------------------- | ----------------------------------- | ----------------------------------- | ----------------------------------- | ----------------------------------- | ----------------------------------- | ----------------------------------- | ----------------------------------- | ----------------------------------- | ----------------------------------- | ----------------------------------- |
| 1                                   | "Circle of Light"                   | 1                                   | 12                                  |                                     | 6                                   | 2                                   | 2                                   | 8                                   | 10                                  | 2                                   | 10                                  | 53                                  |                                     |
| 2                                   | "Arrows"                            | 8                                   |                                     |                                     | 1                                   |                                     |                                     | 2                                   | 4                                   |                                     |                                     | 15                                  |                                     |
| 3                                   | "Love Yourself"                     |                                     | 2                                   | 10                                  | 2                                   |                                     | 8                                   |                                     | 8                                   | 1                                   | 6                                   | 37                                  |                                     |
| 4                                   | "Reach Out for the Sun"             |                                     | 4                                   | 8                                   | 12                                  | 10                                  | 6                                   | 1                                   |                                     |                                     | 2                                   | 43                                  |                                     |
| 5                                   | "Caveman"                           | 2                                   |                                     | 1                                   |                                     | 1                                   |                                     |                                     |                                     |                                     | 1                                   | 5                                   |                                     |
| 6                                   | "Blackbird"                         | 12                                  | 10                                  | 12                                  | 4                                   | 12                                  | 10                                  | 12                                  | 6                                   | 4                                   | 12                                  | 94                                  |                                     |
| 7                                   | "Helppo elämä"                      | 4                                   | 1                                   | 2                                   |                                     | 4                                   | 4                                   | 4                                   | 12                                  | 8                                   | 4                                   | 43                                  |                                     |
| 8                                   | "My Little World"                   |                                     |                                     | 4                                   | 10                                  |                                     |                                     |                                     | 1                                   | 6                                   |                                     | 21                                  |                                     |
| 9                                   | "Perfect Villain"                   | 6                                   | 8                                   | 6                                   | 8                                   | 6                                   | 12                                  | 10                                  |                                     | 10                                  | 8                                   | 74                                  |                                     |
| 10                                  | "Paradise"                          | 10                                  | 6                                   |                                     |                                     | 8                                   | 1                                   | 6                                   | 2                                   | 12                                  |                                     | 45                                  |                                     |

#### A nemzetközi zsűrik pontjainak bejelentői
1. – William Lee Adams
2. – Mart Normet
3. – Edoardo Grassi
4. – Hera Ólafsdóttir
5. – Alon Amir
6. – Zita Kaminska
7. – Hege Aarflot Nelvik
8. – Federico Llano
9. – Edward af Sillén
10. – Andrii Olefirov